# Barbara Epstein
Pour les articles homonymes, voir Epstein.
Barbara Epstein, née Barbara Zimmerman (30 août 1928 à Boston - 16 juin 2006 à New York), directrice littéraire américaine, a fondé et codirigé la New York Review of Books.

## Biographie
Barbara Epstein nait à Boston (Massachusetts), aux États-Unis, dans une famille juive américaine.
Diplômée de Radcliffe College en 1949, elle accède à la notoriété en éditant chez Doubleday, parmi d'autres livres, le Journal d'Anne Frank. Elle travaille ensuite chez Dutton, McGraw-Hill, et The Partisan Review. Elle se marie avec l'éditeur Jason Epstein (en) et part avec lui en voyage de noces en Europe à bord de l'Île-de-France.
En 1963, durant la grève de la presse écrite, son mari et elle fondent, avec leurs amis Robert Lowell et Elizabeth Hardwick, la revue bihebdomadaire The New York Review of Books, qu'elle appelle « the paper » (« le journal »), dans ses écrits. Elle en devient avec Robert B. Silvers la corédactrice en chef, fonctions qu'elle exercera pendant quarante-trois ans.
Elle divorce par la suite de son mari, qui épouse en 1993 en secondes noces la journaliste Judith Miller, tandis qu'elle-même vit en compagnie du journaliste Murray Kempton (en) jusqu'à la mort de ce dernier (1997).
En 2006, elle décède à New York d'un cancer du poumon. Elle n'avait arrêté son travail que peu de temps avant sa mort.